# Sungai Pagar
Sungai Pagar is een bestuurslaag in het regentschap Kampar van de provincie Riau, Indonesië. Sungai Pagar telt 3765 inwoners (volkstelling 2010).